# Rob van Soest (voetballer)
Rob van Soest (Venlo, 14 mei 1957) is een voormalig Nederlands voetballer.

## Loopbaan
Vanuit de jeugdopleiding van FC VVV werd Van Soest in de loop van het seizoen 1974/75 toegevoegd aan de selectie van het eerste elftal. Vanwege een schorsing van Jacques Hermans maakte hij op 17-jarige leeftijd zijn debuut als basisspeler op 20 april 1975 in een thuiswedstrijd van FC VVV tegen PEC Zwolle (1-1). Als bewaker van Herman Heskamp kon de jonge voorstopper niet voorkomen dat de Zwolse topscorer de 1-1 gelijkmaker scoorde. Het zou bij dat ene optreden blijven. In de daaropvolgende twee seizoenen deed trainer Rob Baan geen beroep meer op hem. Van Soest vertrok in 1977 naar amateurclub SVN.

## Clubstatistieken
| Seizoen         | Club            | Competitie      | Competitie | Competitie | Beker | Beker | Overige | Overige | Totaal | Totaal |
| Seizoen         | Club            | Competitie      | Wed.       | Dlp.       | Wed.  | Dlp.  | Wed.    | Dlp.    | Wed.   | Dlp.   |
| --------------- | --------------- | --------------- | ---------- | ---------- | ----- | ----- | ------- | ------- | ------ | ------ |
| 1974/75         | FC VVV          | Eerste divisie  | 1          | 0          | 0     | 0     | —       | —       | 0      | 0      |
| 1975/76         | FC VVV          | Eerste divisie  | 0          | 0          | 0     | 0     | 0       | 0       | 0      | 0      |
| 1976/77         | FC VVV          | Eredivisie      | 0          | 0          | 0     | 0     | —       | —       | 0      | 0      |
| Carrière totaal | Carrière totaal | Carrière totaal | 1          | 0          | 0     | 0     | 0       | 0       | 1      | 0      |